# (5628) Preussen
(5628) Preussen es un asteroide perteneciente al cinturón de asteroides descubierto el 13 de septiembre de 1991 por Lutz Dieter Schmadel y el también astrónomo Freimut Börngen desde el Observatorio Karl Schwarzschild, en Tautenburg, Alemania.

## Designación y nombre
Designado provisionalmente como 1991 RP7. Fue nombrado Preussen por el antiguo reino y el estado alemán de Prusia y por las llamadas virtudes prusianas de sentido del deber, austeridad, puntualidad, orden y generosidad. Prusia, originalmente el nombre de la región en el extremo sur del mar Báltico, se convirtió en ducado en 1525. En 1701, Federico I se convirtió en rey de Prusia y estableció su capital en Berlín. La derrota de Napoleón produjo una gran ampliación territorial de Prusia. La victoria sobre Francia en 1870 resultó en la creación del Imperio alemán, que declinó en 1918. El nombre de Prusia fue abolido en la Segunda Guerra Mundial; Sin embargo, las virtudes prusianas siguen siendo añoradas.

## Características orbitales
Preussen está situado a una distancia media del Sol de 2,755 ua, pudiendo alejarse hasta 2,877 ua y acercarse hasta 2,633 ua. Su excentricidad es 0,044 y la inclinación orbital 3,698 grados. Emplea 1670,67 días en completar una órbita alrededor del Sol.

## Características físicas
La magnitud absoluta de Preussen es 13. Tiene 12,165 km de diámetro y su albedo se estima en 0,057. 